# 국도 제390호선 (일본)
일본 390번 국도(国道390号→국도 390호)는 오키나와현 이시가키시에서 미야코지마시를 거쳐 나하시까지 이어주는 해상 국도이다. 그러나 이 국도는 일본의 최서남단을 종단하는 국도 노선이지만 총 연장 552.2km 중 육상부의 실제 연장 구간은 63.2km이다. 특이하게도 이 국도는 해상 구간이 무려 489km 정도가 되는 최장 거리의 크고 아름다운 구간이기도 하다.

## 연혁
- 1953년(쇼와 28년): 오키나와섬을 관장하게 되어 있었던 이 일대는 당시 미국 신탁통치령 치하에 들어간 류큐정부도로 지정
- 1972년(쇼와 47년): 오키나와섬이 공식적으로 일본에 반환하였으나, 해당 도로가 아직까지 지방도에 머무름.
- 1975년(쇼와 50년) 4월 1일: 정식으로 국도가 승격, 국도 번호도 역시 공식적으로 390호선으로 배정받아 지정.
- 2009년(헤이세이 21년): 신 이시가키 공항의 건설에 따라 이시가키시의 시내 일부 구간에 한하여 선형 변경.

## 주요 경유지
- 오키나와현: 이시가키시 - 미야코지마시 - 나하시

## 교차 가능한 도로
- 국도 제58호선
- 국도 제329호선
- 국도 제330호선
- 국도 제507호선

## 갤러리

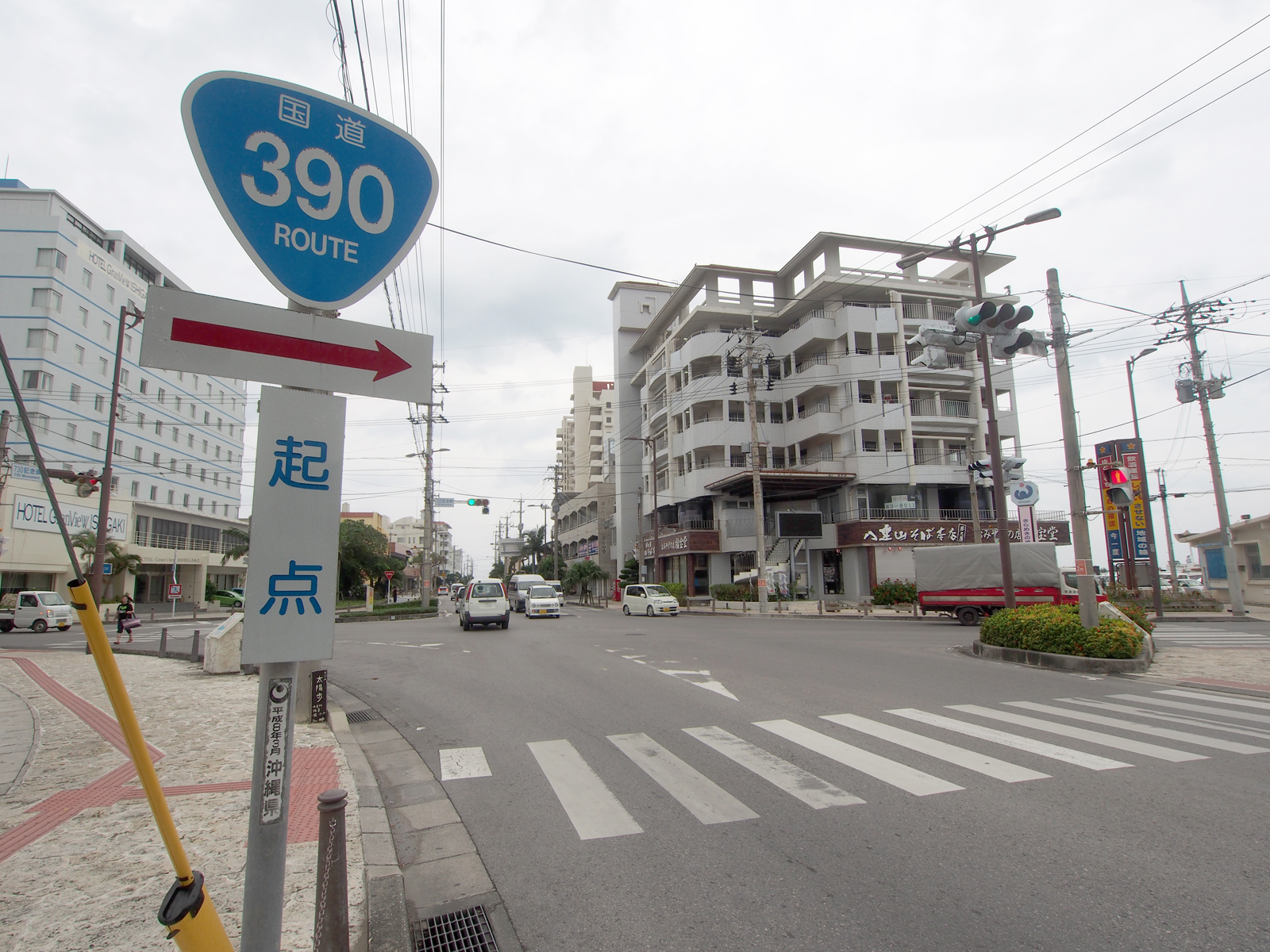
390번 국도의 이시가키시 측의 기점 (730교차점)
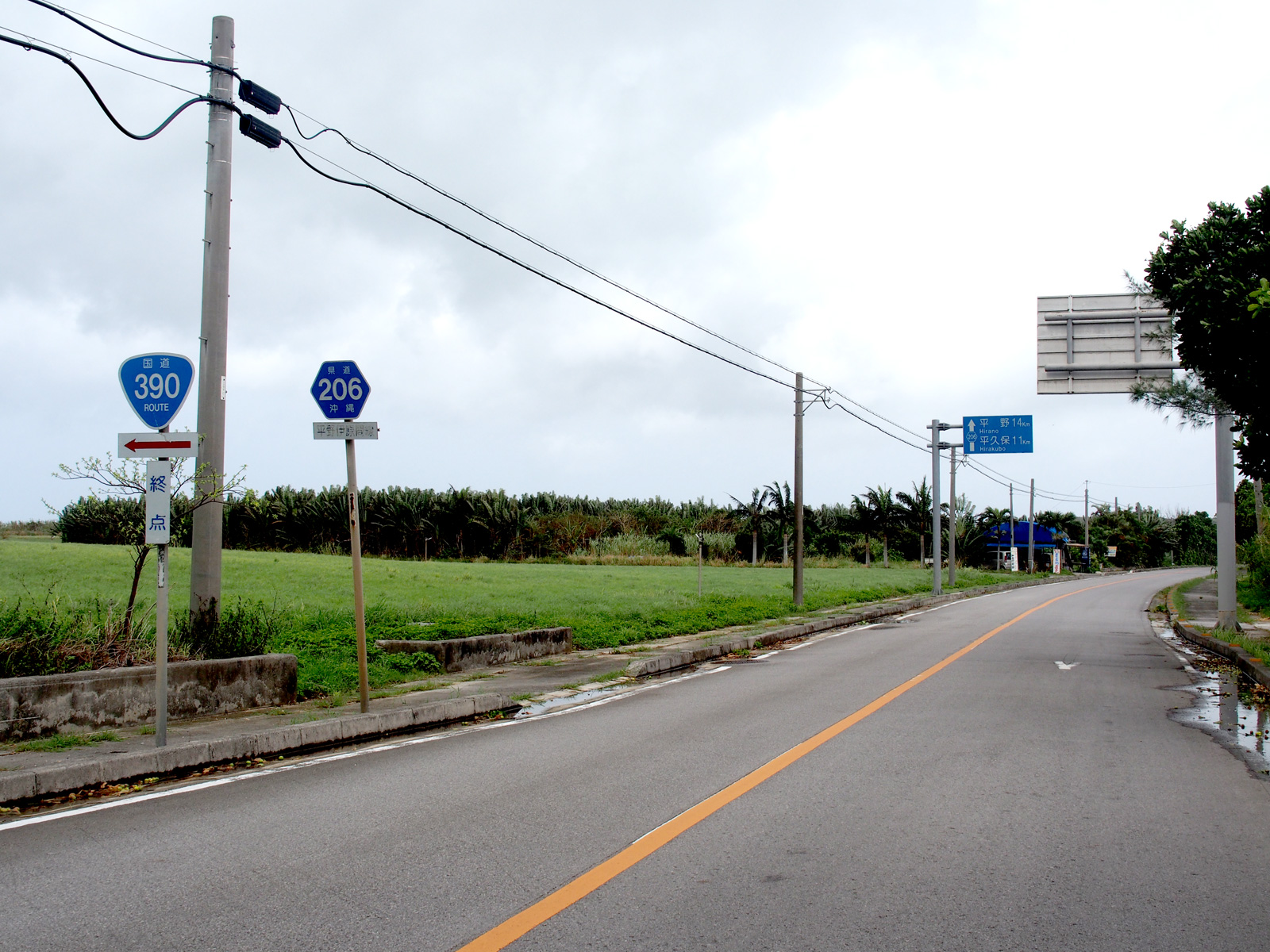
390번 국도의 이시가키시 측의 종점
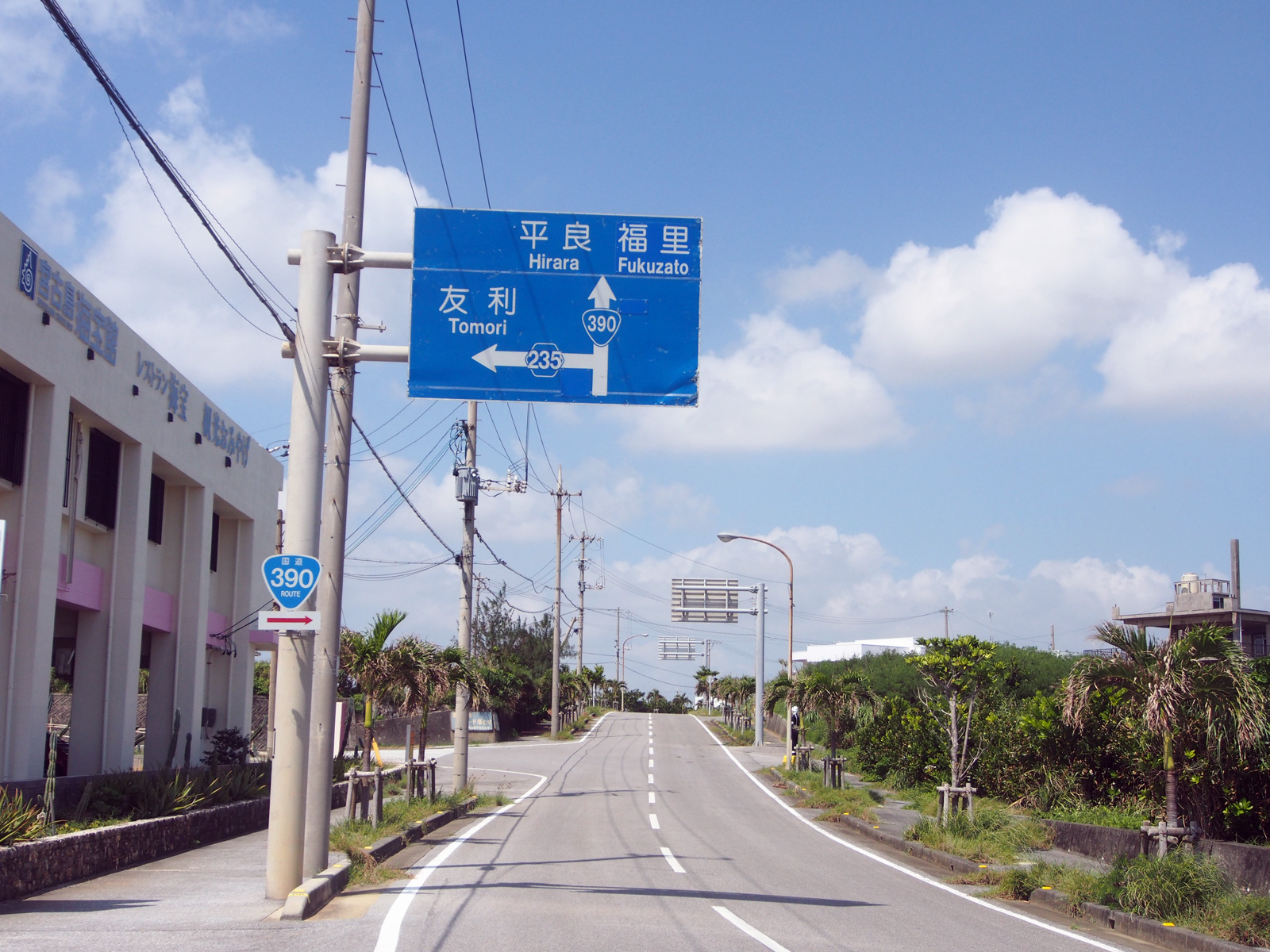
390번 국도의 미야코지마시 시내의 기점
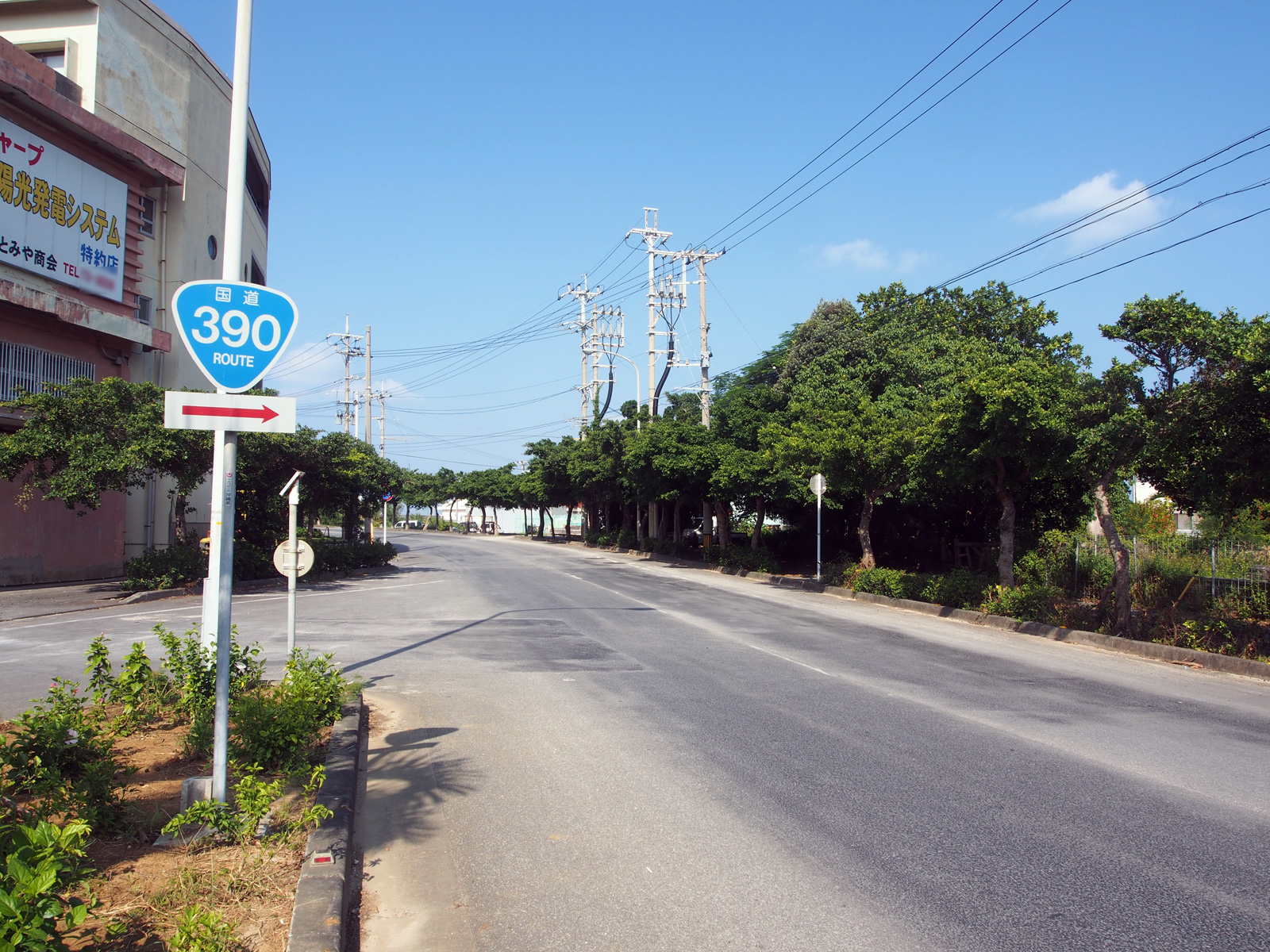
390번 국도의 미야코지마시 시내의 종점